# 番城
番城（ばんじろ）は、鳥取県東伯郡湯梨浜町羽衣石（うえし）にあった日本の城。羽衣石城の出城と言われる。

## 遺構
羽衣石城の北北東へ約500メートル離れた、羽衣石城よりも高い標高413メートルの山頂に築かれていて、物見をする砦と見られる。曲輪・堀切・帯曲輪の遺構が認められている。
規模としてはかなり大きく、特に北側に向けて二重の横堀を設けるなど、明確に北方に対陣している敵（毛利・吉川側）を意識して築城されていることが分かる。